# حامد تیبوشی
حامد تیبوشی (به فرانسوی: Hamid Tibouchi) نقاش و شاعر قرن بیستم میلادی اهل فرانسه است.